# Kader Attia

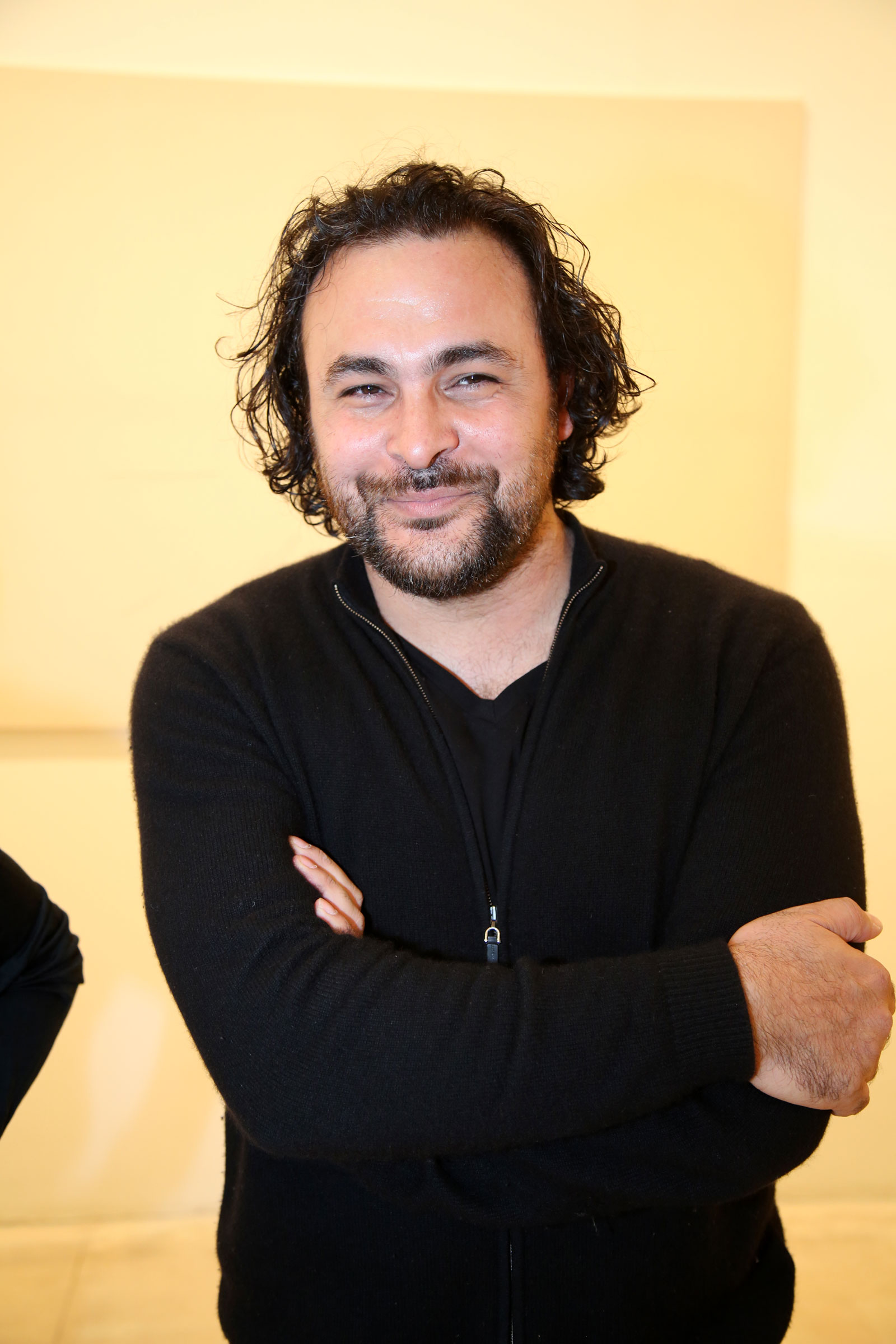
Kader Attia (2015)

Kader Attia (ur. 30 grudnia 1970 w Dugny) – algiersko-francuski artysta interdyscyplinarny.
W młodości mieszkał w Algierii i we Francji, spędził też kilka lat w Kongu i Wenezueli. 
W 1993  ukończył  École Supérieure des Arts Appliqués Duperré w Paryżu, a w 1998 - École nationale supérieure des arts décoratifs w Paryżu.
Używając rysunku, rzeźby, fotografii i wideo, a także tworząc instalacje artystyczne próbuje zwrócić uwagę na relacje między Wschodem a Zachodem, stosunki między społecznościami Europy i dawnych kolonii, problemy współczesnej demokracji w Europie.
Uczestniczył w Biennale Weneckim w 2003, Art Basel Miami w 2004 i w Sydney Bienniale po tym, jak otrzymał  Abraaj Capital Art Prize w 2010. Jest laureatem wielu nagród, w tym Marcel Duchamp Prize (2016) i Joan Miro Prize (2017).  Jego prace znajdują się, między innymi, w Tate Britain, Centre Georges Pompidou i Muzeum Guggenheima w Nowym Jorku.
Mieszka w Algierze, Paryżu i Berlinie.

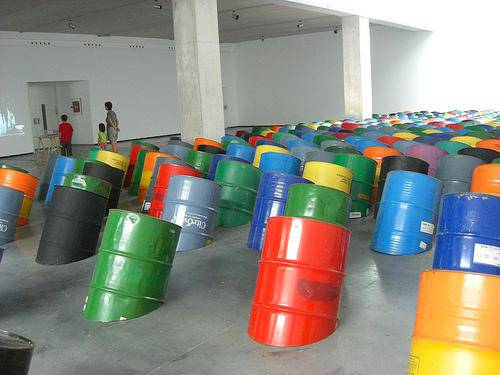
„Black & white : signs of times”, Centro de Arte Contemporaneo Huarte, Huarte, Hiszpania, 2008
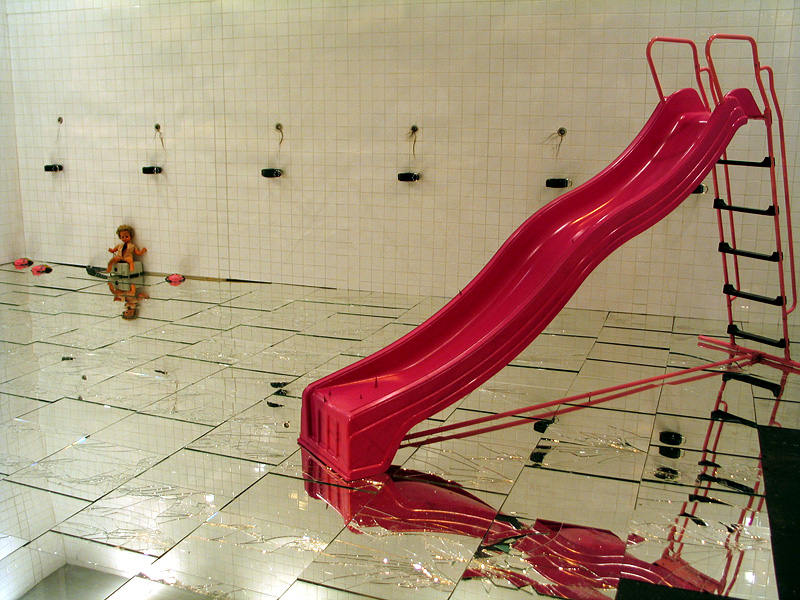
Dzieło „Childhood”, zgloszone do konkursu Prix Marcel Duchamp w 2005.
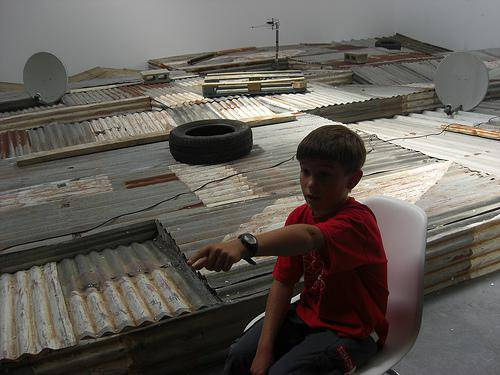
„Black & white : signs of times”, Centro de Arte Contemporaneo Huarte, Huarte, Hiszpania, 2008